# Peugeot Bébé
Пежо Бебе (фр. Peugeot Bébé, букв. «Малышка Пежо») — название двух типов микролитражных легковых автомобилей французской фирмы Пежо, Type 69 и BP 1 выпускавшихся в 1905—1912 годах и с 1912 по 1919 годы, соответственно.

## Type 69
Начало 1900-х годов для семейства Пежо было ознаменовано противостоянием Армана Пежо и его племянников, Робера, Жюля и Пьера, учредивших в 1905 году собственную компанию, которая выпускала автомобили под маркой «Lion-Peugeot». Эта распря продолжалась до 1911 года и благополучно завершилась слиянием двух конкурирующих фирм.
В 1904 году Lion-Peugeot представила на Парижском автосалоне автомобиль «Type 69», за небольшие размеры получивший прозвище Bébé. Хотя цена была назначена предельно низкой, конструкция машины включала такие новинки, как реечный механизм рулевого колеса и карданный вал вместо цепного привода. Серийное производство началось в 1905 году, в течение которого удалось продать 400 экземпляров, что составило 80% от общего объёма выпуска машин Пежо. Автомобиль также поставлялся на экспорт, в частности в Великобританию.
Пежо Тип 69 стал одним из двух первых автомобилей, привезенных в 1907 году в Тибет британским торговым представителем капитаном Уильямом О'Коннором, позже он был подарен 9-му Панчен-ламе (на снимке справа).

## BP1
На фотографии справа: наследник императорского престола цесаревич Алексей за рулём автомобиля «Бебе Пежо».

### История создания
Генеральным конструктором автомобиля был знаменитый итальянский инженер, основатель собственной автомобильной компании, Этторе Бугатти (итал. Ettore Bugatti).
Во всех деталях эта модель представляла собой уменьшенную копию большого автомобиля, как по компоновке, так и по техническому решению отдельных узлов. Крохотный двигатель был четырехцилиндровым с несъемной головкой цилиндров.
В конструкции — никаких уступок упрощению: центробежный водяной насос и система смазки под давлением. Крутящий момент передавался к заднему мосту карданным валом, а конструкция зависимой подвески колес следовала общепринятой схеме — рессорной: спереди — полуэллиптические рессоры, сзади – четвертьэллиптические. Сравнительно редко встречающиеся особенности тех лет — рулевое колесо с тремя спицами и колеса, крепящиеся каждое одной центральной гайкой.
Дебют этой модели, ставшей впоследствии популярной, состоялся осенью 1912 года на парижской автомобильной выставке. Несколько образцов её были проданы в Россию, в частности, один был приобретен царским гаражом для обучения вождению наследника престола цесаревича Алексея.
Единственный сохранившийся в нашей стране «Бебе-Пежо» заботливо восстановлен членом московского клуба САМС А. Хлупновым и экспонируется в автомобильном отделе Политехнического музея в Москве.
Многие считают, что Хлупнов владеет автомобилем наследника цесаревича, хотя и сам хозяин, и работники музея всегда подчеркивали, что это не так.
Что касается судьбы подлинного автомобиля царевича Алексея после Революции, то в правительственном гараже из-за своей миниатюрности он популярностью не пользовался и долгое время просто стоял без дела, ведь ни один уважающий себя крупный советский чиновник не мог показаться в городе на «детской» машине. В конце концов, Бебе списали, и он попал в Ленинградский дворец пионеров, где на нем водительские навыки получил не один десяток будущих советских автомобилистов. А кончилось всё в военном 1942 году, когда в здание дворца попала бомба и автомобиль погиб под его развалинами.

## В кинематографе
Автомобиль Пежо Бебе был снят в нескольких советских,  российских и зарубежных картинах, в частности, в фильме «Циркачонок» (1979 г., режиссёр Владимир Бычков), где водителя играет сам хозяин автомобиля реставратор Хлупнов.
Также автомобиль можно увидеть в картинах:
- Удовольствия дня, 1919 г.
- Ехали в трамвае Ильф и Петров, 1972 г.
- Хроники молодого Индианы Джонса (17-я серия)[5]
- Гибель Империи, 2005 г.
- Любовь к тебе, как бедствие, 2005 г.

## Галерея

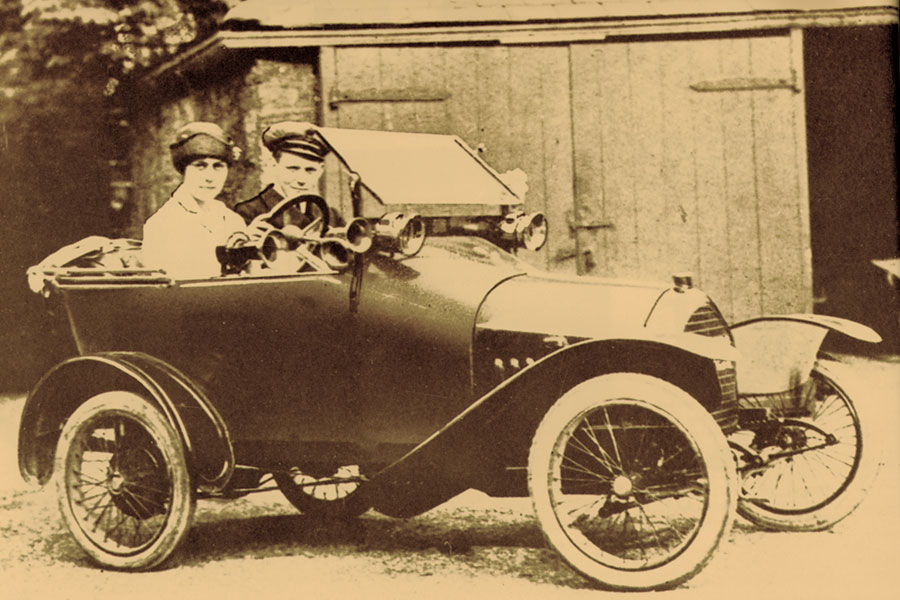
Автомобиль Пежо Бебе с открытым кузовом типа кабриолет. Фотография сделана между 1912 и 1917 годами.
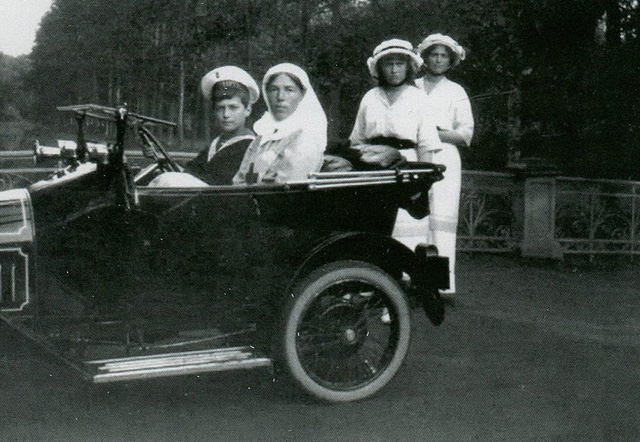
Цесаревич Алексей за рулём своего «Bebe Peugeot»
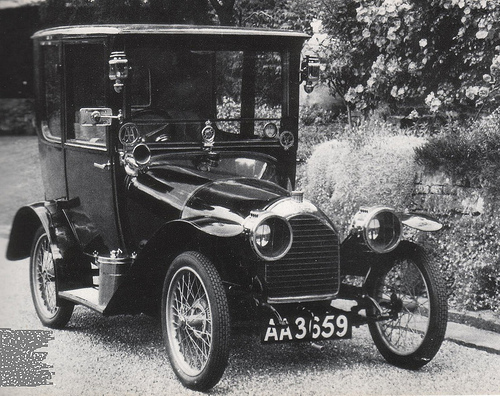
Автомобиль Пежо Бебе с закрытым кузовом типа двухдверное купе